# Víktor Gueórguievitx Kulikov
|  | Per a altres significats, vegeu «Víktor Kulikov». |

Víktor Gueórguievitx Kulikov (rus: Виктор Георгиевич Куликов) (5 de juliol de 1921 - 28 de maig 2013) va ser un comandant militar soviètic, Mariscal de la Unió Soviètica des de 1977 i comandant en cap del Pacte de Varsòvia entre 1977 i 1989. Kulikov començar la seva carrera combatent a la Gran Guerra Pàtria (1941-1945) i va ser nomenat Heroi de la Unió Soviètica. Comandar el Districte Militar de Kíev de 1967 fins al 1969 i el Grup de Forces Soviètiques a Alemanya entre 1969 i 1971. Entre aquest any i 1977 va servir com a Cap de l'Estat Major de les Forces Armades Soviètiques. El 1983 va ser guardonat amb el Premi Lenin. Kulikov va ser diputat del Soviet Suprem de l'URSS entre 1989 i 1991 i de l'Assemblea Federal de Rússia entre aquest any i 2003. Va ser guardonat amb l'Ordre de Playa Girón, màxima condecoració militar cubana, el 2006, per la seva col·laboració militar amb l'illa durant la Guerra Freda.